# Anni 990 a.C.
Gli anni 990 a.C. sono il decennio che comprende gli anni dal 999 a.C. al 990 a.C. inclusi.

## Eventi, invenzioni e scoperte
- 998 a.C. - Re Davide stabilisce Gerusalemme come capitale del Regno di Israele.
- 994 a.C. - Archippo, arconte di Atene, muore dopo 19 anni di reggenza, e gli succede il figlio Tersippo.
- 995 a.C. - A Psusennes I succede Amenemope come Faraone d'Egitto.

## Morti
- Zhou Kang, sovrano cinese992 a.C.
- Menkheperra, sacerdote egizio990 a.C.
- Nisubanebdjed, sacerdote egizio